# Ovidiu Vezan
Ovidiu Vezan (n. 20 martie 1985, Arad) este un fotbalist român, care evoluează pe postul de mijlocaș ofensiv la clubul din Liga a II-a, Farul Constanța.